# Tafulu
Tafulu is een bestuurslaag in het regentschap Nias Selatan van de provincie Noord-Sumatra, Indonesië. Tafulu telt 993 inwoners (volkstelling 2010).